# Krivak 500
Krivak 500 är en skönlitterär bok av Wilhelm Agrell från år 1993. 

## Handling
Boken behandlar en verklig händelse den 8 november 1975 då delar av besättningen på den sovjetiska fregatten Storozjevoj av Krivak-klass (med bognummer 500) gjorde myteri. Myteriet leddes av fartygets politiske officer, örlogskapten Valerij Sablin. Det fåtal officerare som fanns ombord låstes in. Fartyget utgick från Riga i Lettland och löpte senare ut genom Irbensundet mellan Kurlands nordspets och Ösel. Sablins syfte var inte att hoppa av med hela fartyget till väst. Tanken var istället att bege sig till Leningrad för att där uppmana folket till protest mot det korrumperade och ineffektiva Sovjetstyret som Sablin ansåg hade svikit sitt gamla kommunistiska ideal. När Brezjnev fick besked om händelserna ombord på fregatten beordrade han att den skulle stoppas. Så skedde, först av flygvapnet och därefter av bordande marininfanteri. Samtliga ansvariga åtalades och ställdes inför rätta, men endast Sablin avrättades.